# Diocese de Montego Bay

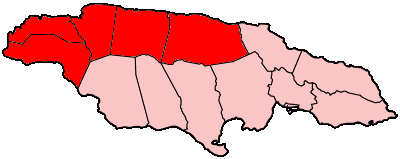
Localização da diocese no mapa

A Diocese de Montego Bay (em latim: Dioecesis Sinus Sereni) é uma diocese da Igreja Católica, sendo sufragânea da Arquidiocese de Kingston. Foi erguida em 14 de setembro de 1967 pelo Papa Paulo VI.
A Diocese Católica Romana de Montego Bay foi canonicamente erigida em 1967 por Sua Santidade o Papa Paulo VI, com o então Bispo Edgerton Clarke como seu primeiro bispo. Quando o Bispo Clarke foi transferido para Kingston como Arcebispo Metropolitano, o Bispo Charles H. Dufour tornou-se em 1996 o segundo bispo diocesano de Montego Bay. Anteriormente parte da Diocese de Kingston, a diocese de Montego Bay é uma Sé Sufragânea da Sé Metropolitana de Kingston.
A Diocese de Montego Bay compreende cinco paróquias cívicas (e seus principais centros) que são: St. James (Montego Bay), Trelawney (Falmouth), St. Ann (St. Ann's Bay) Westmoreland (Savannah-la-Mar) e Hanover (Lucea). A área total da diocese é de cerca de 1.500 milhas quadradas com uma população estimada de 723.200. A população católica é estimada em 13.200 ou cerca de 2% da população total.

## Líderes
- Edgerton Roland Clarke (14 de setembro de 1967 - 11 de novembro de 1994 nomeado arcebispo da  Kingston na Jamaica)
- Charles Henry Dufour (6 de dezembro de 1995 - 15 de abril de 2011 nomeado arcebispo da  Kingston na Jamaica) 
  - Sede vaga (2011-2013)
- Burchell Alexander McPherson, (11 de abril de 2013-2023)

## Paróquias
Nem todas as paróquias de Montego Bay têm um padre em tempo integral disponível. Muitas paróquias contam com sacerdotes missionários para ajudar na celebração da Missa e dos sacramentos. A lista de paróquias inclui o nome da cidade.
- Catedral do Santíssimo Sacramento, Montego Bay
- Paróquia Nossa Senhora de Fátima, Ocho Rios
- Paróquia Maria, Porta do Céu, Negril
- Paróquia São Filipe e São Tiago, Lucea
- Paróquia São José, Operário, Falmouth
- Paróquia Santo Inácio, Brownstown
- Paróquia Santíssimo Nome de Jesus, Bamboo
- Paróquia São Bonifácio, Alva
- Paróquia Nossa Senhora do Perpétuo Socorro, St. Ann Bay
- Paróquia Sagrado Coração de Jesus, Reading
- Paróquia Sagrado Coração de Jesus, Seaford
- Paróquia São José, Savanna-la-Mar
- Paróquia São Marcos, Grange Hill